# Shane Warne
Shane Keith Warne (Melbourne, 13 de septiembre de 1969-Ko Samui, Tailandia, 4 de marzo de 2022) fue un jugador de críquet australiano, considerado uno de los mejores bowlers (lanzadores) de la historia. En el año 2000 fue elegido por un grupo de expertos en críquet como uno de los mejores cinco jugadores del siglo (Wisden Cricketers of the Century), el único especialista en lanzamientos seleccionado en el quinteto y el único que seguía jugando en ese momento.

## Biografía
Jugó su primer partido de test cricket en 1992 y consiguió más de 1000 wickets en tests y en partidos internacionales de un día (ODI). Los 708 wickets conseguidos en tests por el fueron el récord de más wickets conseguidos por cualquier bowler en el test cricket hasta 2007. Fue nombrado como uno de los jugadores de críquet del año en el Wisden Cricketers of the Year de 1994 y fue el mejor jugador de críquet del mundo entre 1997 y 2004, ambos rankings publicados por Wisden Cricketers' Almanack. Fue un útil bateador de bajo orden y anotó más de 3000 carreras en los tests. Además de jugar a nivel internacional, jugó en la competición doméstica en su estado natal de Victoria y en la inglesa en Hampshire. Fue capitán de Hampshire durante tres temporadas, de 2005 a 2007. Su carrera estuvo plagada de escándalos fuera del terreno de juego, como la prohibición de jugar al críquet por dar positivo en una sustancia prohibida, acusaciones de desprestigio del juego por aceptar dinero de los corredores de apuestas e indiscreciones sexuales.
Se retiró del críquet internacional en enero de 2007, tras la victoria de Australia sobre Inglaterra por 5-0 en The Ashes. Otros tres jugadores que formaban parte del equipo australiano en ese momento -Glenn McGrath, Damien Martyn y Justin Langer- también se retiraron de los tests internacionales al mismo tiempo, lo que llevó a algunos, incluido el capitán australiano Ricky Ponting, a declarar que era el "fin de una era".
Fue incluido en el "mejor equipo ODI de la historia" de Australia. En el 150.º aniversario del Wisden Cricketers' Almanack, Warne fue incluido en el Once Mundial de Tests de todos los tiempos. Tras su retirada del críquet internacional, Warne jugó una última temporada en Hampshire en 2007 antes de retirarse del first-class cricket. Jugó en las cuatro primeras temporadas (2008-2011) de la Liga Premier de India para los Rajasthan Royals, donde desempeñó las funciones de capitán y entrenador. Llevó a su equipo a la victoria contra los Chennai Super Kings en la final de la temporada 2008. En febrero de 2018, los Rajasthan Royals nombraron a Warne mentor de su equipo para la liga de 2018. En 2013 fue incluido en el Salón de la Fama del Críquet del International Cricket Council. En 2012, también fue incluido en el Salón de la Fama del Críquet por Cricket Australia.
Falleció en la isla tailandesa de Ko Samui el 4 de marzo de 2022, de un ataque cardiaco.